# Adelaide di Forcalquier
Adelaide (... – 1129) è stata Contessa di Forcalquier, dal 1065 circa sino alla sua morte e contessa consorte di Urgell, dal 1079 al 1092.

## Origine
Unica figlia del conte di Forcalquier, Guglielmo Bertrando II e della sua seconda moglie, Adelaide di Cavenez (citata assieme alla figlia nel Gallia Christiana Novissima, Tome I, Aix, Instrumenta, Sisteron), sorella di Guido Conte di Cavenez.
Guglielmo Bertrando II di Provenza era il figlio primogenito del conte di Provenza e conte di Forcalquier, Folco Bertrando I e della moglie, Ildegarda-Elisa, figlia del conte Guglielmo III di Tolosa.

## Biografia
Dopo la morte di suo padre, Guglielmo Bertrando II, nel 1065 circa, Adelaide gli succedette, continuando a governare la contea unitamente allo zio, Goffredo II, come già avevano fatto, secondo la Histoire Générale de Languedoc avec des Notes, Tome IV Guglielmo Bertrando ed il fratello Goffredo.

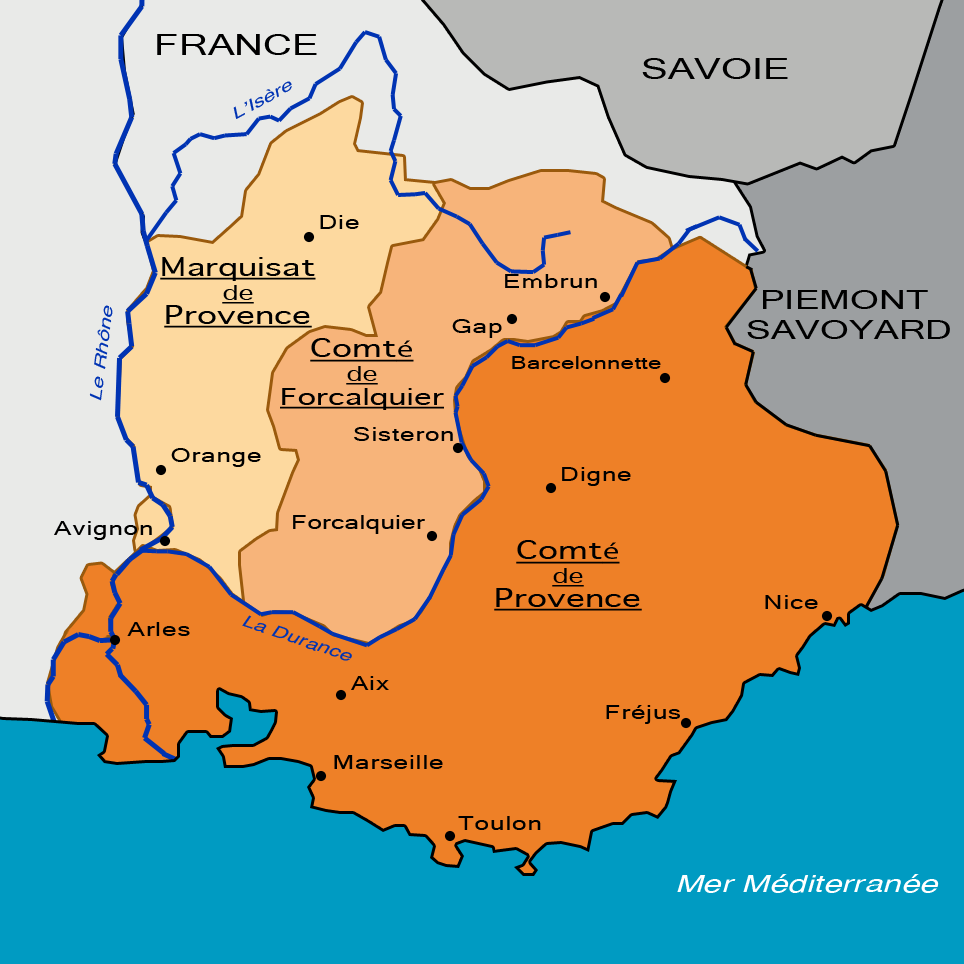
Divisione della Provenza tra contea e marchesato di Provenza e contea di Forcalquier, nel 1125.

Verso il 1079, Adelaide fu data in sposa al conte di Urgell, Ermenegol IV di Gerb, figlio di Ermengol III di Barbastro, discendente da Borrell II di Barcellona (Casa di Barcellona). e della sua prima moglie, Adelaide di Besalú, figlia del conte di Besalú e Ripoll Guglielmo I e di sua moglie Adelaide, di cui non si conoscono gli ascendenti.
Secondo la Historia de los condes de Urgel, Tomo I Ermengol IV, prima del 1080, era rimasto vedovo della prima moglie Lucia ed aveva sposato Adelaide, in seconde nozze.
Un documento del 1087 certifica che il marito le donò una proprietà al monastero di Santa Maria a La Seu d'Urgell.
Nel 1092, Adelaide rimase vedova; ma aveva ottenuto che il marito, con un testamento scritto nel 1090, disponesse che la contea di Forcalquier, alla morte di Adelaide andasse al loro figlio, Guglielmo.
Dopo la morte dello zio, Goffredo II, che avvenne verso la fine del secolo XI, senza eredi, Adelaide gli succedette, divenendo così unica contessa di Forcalquier; infatti secondo la Gallia Christiana Novissima, Tome I, Aix, Instrumenta, Fréjus, Col. 201, no. IX. , alla fine del secolo XI, Ermesinda, madre di Berengario, vescovo di Frejus, fece atto di omaggio alla contessa di Forcalquier, Adelaide.
Dopo un conflitto durato diversi anni, nel 1125, il conte di Barcellona, Raimondo Berengario III ed il conte di Tolosa, Alfonso Giordano, conclusero un trattato, che sancì l'assegnazione del marchesato di Provenza ai conti di Tolosa, della Contea di Provenza ai conti di Barcellona, mentre la contea di Forcalquier, unitamente alla città di Avignone, rimaneva alla contessa Adelaide.
Adelaide morì nel 1129, lasciando il titolo di conte di Forcalquier al proprio figlio Guglielmo III.

## Figli
Adelaide ad Ermengol di Gerb diede due figli:
- Guglielmo[1] ( - 1129), conte di Forcalquier[10]
- Sancha[10], morta giovane.

### Fonti primarie
- (LA)  Cartoulaire de Marseille Saint-Victor Tome II.
- (LA)  Gallia Christiana Novissima, Tome I, Aix, Instrumenta, Sisteronue.
- (LA)  Rerum Gallicarum et Francicarum Scriptores, tome XI.

### Letteratura storiografica
- Louis Halphen, La Francia nell'XI secolo, in «Storia del mondo medievale», vol. II, 1999, pp. 770–806
- Louis Halphen, Il regno di Borgogna, in «Storia del mondo medievale», vol. II, 1999, pp. 807–821
- Paul Fournier, Il regno di Borgogna o d'Arles dall'XI al XV secolo, in «Storia del mondo medievale», vol. VII, 1999, pp. 383–410
- (FR)  Histoire Générale de Languedoc avec des Notes, Tome IV.
- (FR)  Gallia Christiana Novissima, Tome I, Province d'Aix.
- (ES)  Historia de los condes de Urgel, Tomo I.